# رحیم عفیفی
رحیم عفیفی (۵ فروردین ۱۳۰۶–۸ مرداد ۱۳۷۵) زبان‌شناس ایرانی و استاد بازنشستهٔ دانشگاه فردوسی مشهد بود.

## آثار
- بهمن‌نامه، ویراستهٔ رحیم عفیفی، تهران: علمی و فرهنگی
- ارداویراف‌نامه: بهشت و دوزخ در آیین مزدیسنی شامل پیش گفتار ترجمه فارسی متن پهلوی واژه‌نامه‌ها، رحیم عفیفی (گردآورنده)، ناشر: توس - ۱۳۹۱
- اساطیر و فرهنگ ایرانی در نوشته‌های پهلوی، رحیم عفیفی، ناشر: توس - ۱۳۸۳
- مثلها و حکمت‌ها در آثار شاعران قرن سوم تا یازدهم هجری، رحیم عفیفی، ناشر: صدا و سیمای جمهوری اسلامی ایران (سروش)
- ارداویراف‌نامه، رحیم عفیفی (گردآورنده)، ناشر: مؤسسه فرهنگی پژوهشی چاپ و نشر نظر - ۱۳۸۷
- فرهنگ‌نامه شعری، رحیم عفیفی، بیژن بیژنی (خطاط)، ناشر: سروش